# 洋林建設
洋林建設株式会社（ようりんけんせつ）は、山口県周南市に本社を置く建設業者。化学メーカー・東ソーの連結子会社で、大手ゼネコン・大林組の持分法適用関連会社。
社名の由来は「東洋曹達工業」の「洋」と「大林組」の「林」から一文字ずつ取って名付けられた。
山口県内に本拠を置く総合建設業者では最大級の規模を誇る。

## 沿革
- 1951年（昭和26年）7月28日 - 東洋曹達工業（現・東ソー）の子会社として株式会社和泉組を創立。
- 1965年（昭和40年）12月1日 - 和泉建設株式会社に改称。
- 1973年（昭和48年）11月9日 - 大林組が資本参加。
- 1977年（昭和52年）10月1日 - 洋林建設株式会社に改称。

## 主な施工物件
- 山口きらら博記念公園多目的ドーム
- 荒谷ダム本体
- 弥栄ダム発電放水路
- 湯免ダム本体
- 中国自動車道美祢西インターチェンジ
- 山陽自動車道富海パーキングエリア
- 小郡改良小郡高架橋

## 関連企業
- 徳山アスコン - 大林道路との共同出資によるアスファルトプラント